# Île de Béniguet (Molène)
Pour les articles homonymes, voir Béniguet.
Béniguet est une île de l'archipel de Molène, située à 3 milles marins du Conquet, dans le Finistère, en Bretagne.

## Géographie
Béniguet, bien que faisant partie de l'archipel de Molène, appartient à la commune du Conquet.
Bande de terre orientée sud-ouest / nord-est, l'île s'étend sur 2,5 km, pour une largeur maximale de 300 mètres. Les côtes sont sablonneuses ou recouvertes de galets à l'est, tandis que le sud et l'ouest sont plus rocheux.

## Toponymie
Correspond au breton benniget (« béni », mais aussi équivalent du prénom Benoît).
Cette signification populaire du mot Béniguet est très contestée. Charles Corby pense que le nom provient du vieux mot celtique Ben (qu'on retrouve aussi dans les noms de Bénodet ou Binic par exemple) signifiant "coupure, bout, extrémité", en l'occurrence parce que l'île se trouverait à la coupure entre l'archipel et le continent, étant la première île que l'on rencontre quand on vient du continent

## Histoire

### Préhistoire et origines
L'île comporte des traces d'occupation néolithique (menhirs et dolmens) et romaines. « L'île de Béniguet conservait encore, en 1835, trois allées couvertes, précédées, du côté du sud, par une double rangée de menhirs ».
Édouard Vallin, dans Voyage en Bretagne, Finistère : précédé d'une notice sur la Bretagne au XIXe siècle, livre publié en 1859, écrit que si Béniguet veut dire "Île bénite" en français, c'« était sans doute un lieu consacré à quelques cérémonies de culte druidique ; certains antiquaires [= historiens de l'Antiquité] sont même portés à la considérer comme un cimetière où les druides et druidesses des pays voisins étaient déposés après leur mort. Les tombeaux celtiques, formées de pierres brutes, qui ont été découverts il y a quelques années dans cette île, ont sans doute accrédité cette opinion ».
En 2015 Pierre Yésou a trouvé dans un amas coquillier un tesson de poterie qui s'est avéré appartenir à la culture campaniforme (entre 2 500 et 2 200 avant J.-C.). Un chantier de fouilles a commencé pendant l'été 2021 qui a permis de mettre en évidence trois autres périodes d'occupation de l'île : l'une à l'âge du bronze ancien, une autre à l'époque mérovingienne et enfin une au milieu du Moyen-Âge ;cette campagne de fouille se poursuit en 2023. Durant la campagne de fouille d'août 2024, sont trouvés, à la surprise des archéologues : crâne, curieux os sculpté, pointes de flèches.

### Moyen Âge
Au Moyen Âge, elle appartient aux Comtes de Léon, qui la cèdent à l'Abbaye de Saint-Mathieu en 1169. Elle fut ensuite vendue en 1569 pour 96 livres à Jean Kerlec'h Sieur du Plessis, et lui rapportait 5 livres par an. En 1736, l'abbaye souhaita récupérer son ancienne propriété, et engagea des procès. À la Révolution, Béniguet devint bien national, et fut racheté par un commerçant du Conquet.

### Description de Béniguet en 1894
Deux industriels, Pellieux et Mazé-Launay, installent vers 1870 deux usines à soude, l'une à Béniguet, l'autre à Trielen. Ces deux industriels ont inventé un nouveau modèle de four qui traite 60 kg de goémon toutes les deux heures, les convertissant totalement en 3 kg de soude. Mais ce brûlage du goémon est très polluant en raison de l'abondance des fumées émises.
Victor-Eugène Ardouin-Dumazet fait cette description de Béniguet en 1894 :

« En face de nous s'aligne une terre basse, grise, terne, sans arbres, dominée par un petit morne que domine un moulin à vent. C’est Béniguet, une des îles où je m'étais promis de mettre le pied, il me faudra me borner à la voir comme Moïse vit la terre promise. Peu attirante d’ailleurs : par delà le coteau haut de quinze mètres qui en forme l'ossature, on aperçoit encore la mer, cela indique une faible largeur. En effet, Béniguet, longue de 2 300 mètres, a 500 mètres dans sa plus grande épaisseur. Vue du chenal du Four, elle semble décrire un croissant ; à la partie la plus concave se dressent quelques bâtisses lépreuses. C’est la capitale de l'île, le village de Louédéguet. Il renferme toute la population de Béniguet : trente habitants environ. »

« Sur la colline, de nombreux filets de fumée s’élèvent, des êtres noirs s’agitent et semblent tisonner un feu infernal. On prépare ici la cendre de varechs, les plantes marines sont rejetées par le flot en immense quantité et, comme à Yeu, on les brûle. La cendre est vendue au Conquet, dans la vaste usine à soude que possède cette ville. »

« L’existence doit être lugubre sur ce rocher, où on se livre cependant à la culture ; il y a quelques animaux dans l'île ; on y récolte un peu d'orge, des pommes de terre, des choux, des carottes et des betteraves qu'il faut disputer à d’innombrables lapins auxquels le gazon, court mais savoureux, devrait suffire. À mer basse, l'étroit domaine des insulaires s’accroît par de vastes rochers et une plage sur lesquels on peut pêcher et récolter les plantes marines ; alors se creuse, à l'ouest du village de Louédéguet, une sorte de golfe harmonieusement dessiné. »

En 1899, Béniguet et les îles avoisinantes, qui appartenaient jusque-là à la commune de Ploumoguer, furent annexées par la commune du Conquet.

### LeXXesiècle
L'île fut occupée par des paysans depuis (au moins) 1815 jusqu'en 1953. Cultivant essentiellement du seigle et du colza, ils pratiquaient aussi l'élevage, s'adjoignant parfois jusqu'à 20 manœuvres. Les galets furent aussi exploités, d'abord par des gabares de Lampaul-Plouarzel, puis durant la guerre, pour la construction de blockhaus.
En décembre 1927 le chalutier Cyclamen, de Saint-Nazaire, désemparé par une tempête, finit par aller s'échouer sur une grève de la côte ouest de Béniguet. En avril 2012, un voilier français, le Bételgeuse, victime lui aussi d'une tempête, alla s'échouer  à peu près au même endroit, mais put être sauvé.
Dans les années 1960, le projet de faire de l'île un champ de tir pour l'armée fut repoussé grâce à la démission collective du Conseil municipal du Conquet. Propriété de l'ONCFS depuis 1953, elle est classée réserve de chasse et de faune sauvage depuis 1993,.
La vie sur l'île entre 1945 et 1947 a fait l'objet du film documentaire Goémons de Yannick Bellon, témoignage unique et rare de la vie sur l'île.

### Classement pour la protection de la nature
En 1993 l'île de Béniguet est classée comme réserve de chasse et de faune sauvage par arrêté préfectoral. En 2021, l'île est intégrée à la réserve naturelle nationale d'Iroise (et perd donc le statut de RCFS).